# De Loire en de jongens van Agnes
De Loire en de jongens van Agnes is een hoorspel naar de roman La Loire, Agnès et les garçons (1962) van Maurice Genevoix, bewerkt door Selva Gourcy. Het werd vertaald door Yvonne Keuls. De regisseur was Harry Bronk.

## Rolbezetting
- Barbara Hoffman (Agnes)
- Hans Veerman (Daniel Bailleul)
- Hans Karsenbarg (Paul Jeanneret)
- Frans Vasen (Lucien)
- Irene Poorter (Luce)
- Olaf Wijnants (een jongen)

## Inhoud
Het is bij het Saint-Louisfeest, in de schaduw van de oude kastanjebomen en de geur van warm gebak en absint, dat Daniel Bailleul en zijn vriend Jeanneret voor de eerste keer Agnes zagen: bruin, mooie ogen, een licht jurkje… Ze stond in de schiettent. Twee jongens en een meisje – en dat is het begin van een avontuur, lichtvoetig én ernstig, zoals de ontdekking van de liefde kan zijn als men nog geen twintig is en men slechts denkt aan levensgeluk…